# Zen 5
Zen 4
Zen 4c
Zen 5 est le nom d’une microarchitecture CPU d’AMD, présentée sur sa feuille de route en mai 2022, lancée pour les PC portables en juillet 2024 et pour les PC de bureau en août 2024. Elle est le successeur de Zen 4 et est actuellement fabriquée avec le procédé N4P de TSMC. Il est également prévu que Zen 5 soit fabriquée avec le procédé N3E à l’avenir.
La microarchitecture Zen 5 équipe les processeurs pour PC de bureau Ryzen série 9000 (nom de code « Granite Ridge »),, les processeurs pour serveurs Epyc 9005 (nom de code « Turin ») et les processeurs pour PC portables minces et légers Ryzen AI 300 (nom de code « Strix Point »).

## Contexte
Une feuille de route présentée lors de la journée des analystes financiers d’AMD le 9 juin 2022 a confirmé que Zen 5 et Zen 5c seraient lancés dans les variantes 3 nm et 4 nm en 2024. Les premiers détails de l’architecture Zen 5 promettaient un « front-end re-pipeliné et une sortie large » avec « des optimisations intégrées de l’IA et de l’apprentissage automatique ».
Lors de la conférence téléphonique sur les résultats du T4 2023 d’AMD le 30 janvier 2024, la PDG d’AMD, Lisa Su, a déclaré que les produits Zen 5 seraient « à venir dans la seconde moitié de l’année ».

## Architecture
Zen 5 est une refonte complète de Zen 4 avec un front-end plus large, un débit en virgule flottante accru et une prédiction de branchement plus précise.

### Procédé de fabrication
Zen 5 a été conçu pour les procédés 4 nm et 3 nm. Il s’agissait d’une police d’assurance pour AMD dans le cas où la production en série de ses nœuds N3 par TSMC serait confrontée à des retards, à des problèmes importants de défauts de wafer ou à des problèmes de capacité. Un analyste de l’industrie a estimé que les rendements préliminaires des plaquettes de N3 étaient de 55 %, tandis que d’autres ont estimé que les rendements étaient similaires à ceux de N5, entre 60 et 80 %,. De plus, Apple, en tant que plus gros client de TSMC, bénéficie d’un accès prioritaire aux derniers nœuds de procédé. En 2022, Apple était responsable de 23 % des 72 milliards de dollars de revenus totaux de TSMC. Après le début de la montée en puissance de N3 à la fin de 2022, Apple a acheté l’intégralité de la capacité de production de plaquettes N3B de TSMC pour fabriquer ses SoC A17 et M3. Les processeurs Zen 5 continueront d’utiliser le nœud TSMC N6 pour la fabrication de la puce d’E/S.
Les CCD de Zen 5 sont fabriqués avec le nœud N4P de TSMC. N4P offre 11 % de performances en plus, 22 % de consommation en moins pour les mêmes performances et une amélioration de 6 % de la densité par rapport à N5 qui a été utilisé pour produire les CCD Zen 4. Les CCD Zen 5c pour les processeurs de serveur Turin Dense sont fabriqués sur le nœud N3 de TSMC.

### Cache et instructions
Le cache L1 passe de 64 ko à 80 ko par cœur. Le cache d’instructions L1 reste le même à 32 ko, mais le cache de données L1 est passé de 32 ko à 48 ko par cœur. En outre, la bande passante du cache de données L1 pour les canaux unitaires à virgule flottante de 512 bits a également été doublée. Zen 5 contient 6 unités arithmétiques et logiques (ALU), contre 4 dans les architectures Zen précédentes. Un plus grand nombre d’ALU qui gèrent des opérations courantes sur entiers peut augmenter de 50 % le débit d’entiers scalaires par cycle.
Zen 4 a introduit les instructions AVX-512. Les capacités de l’AVX-512 ont été étendues avec Zen 5 avec un doublement de la largeur du tuyau en virgule flottante à 512 bits. De plus, le débit en bfloat16 est plus élevé, ce qui est bénéfique pour les charges de travail d’IA.

## Produits

### PC de bureau

#### Granite Ridge
AMD a annoncé une première gamme de quatre modèles de processeurs Ryzen 9000 le 3 juin 2024, dont un Ryzen 5, un Ryzen 7 et deux modèles Ryzen 9. Fabriqués avec un procédé à 4 nm, les processeurs comportent entre 6 et 16 cœurs. Les processeurs Ryzen 9000 sont sortis en août 2024.
Caractéristiques communes des processeurs de bureau Ryzen 9000 :
- Socket : AM5.
- Tous les processeurs prennent en charge la DDR5-5600 en mode double canal.
- Tous les processeurs prennent en charge 28 voies PCIe 5.0. Quatre des voies sont réservées pour la liaison avec le chipset.
- Comprend un GPU RDNA 2 intégré avec 2 CU et une fréquence d'horloge de 0,4 GHz en base et de 2,2 GHz en boost.
- Cache L1 : 80 ko (48 ko de données + 32 ko d’instructions) par cœur.
- Cache L2 : 1 Mo par cœur.
- Procédé de fabrication : TSMC FinFET N4 (FinFET N6 pour la puce d’E/S).

| Marque et modèle | Marque et modèle | Cœurs (threads) | Fréquence d'horloge (GHz) | Fréquence d'horloge (GHz) | Cache L3 (total) | TDP (W) | Chiplets         | Config. cœurs | Date de lancement | Prix de lancement (USD) |
| Marque et modèle | Marque et modèle | Cœurs (threads) | Base                      | Boost                     | Cache L3 (total) | TDP (W) | Chiplets         | Config. cœurs | Date de lancement | Prix de lancement (USD) |
| ---------------- | ---------------- | --------------- | ------------------------- | ------------------------- | ---------------- | ------- | ---------------- | ------------- | ----------------- | ----------------------- |
| Ryzen 9          | 9950X,           | 16 (32)         | 4,3                       | 5,7                       | 64 Mo            | 170     | 2 × CCD 1 × I/OD | 2 × 8         | 15 août 2024      | 649                     |
| Ryzen 9          | 9900X,           | 12 (24)         | 4,4                       | 5,6                       | 64 Mo            | 120     | 2 × CCD 1 × I/OD | 2 × 6         | 15 août 2024      | 499                     |
| Ryzen 7          | 9800X3D          | 8 (16)          | 4,7                       | 5,2                       | 96 Mo            | 120     | 1 × CCD 1 × I/OD | 1 × 8         | 7 novembre 2024   | 479                     |
| Ryzen 7          | 9700X,           | 8 (16)          | 3,8                       | 5,5                       | 32 Mo            | 65      | 1 × CCD 1 × I/OD | 1 × 8         | 8 août 2024       | 359                     |
| Ryzen 5          | 9600X,           | 6 (12)          | 3,9                       | 5,4                       | 32 Mo            | 65      | 1 × CCD 1 × I/OD | 1 × 6         | 8 août 2024       | 279                     |

1. ↑  Nb. Core Complexes (CCX) × Nb. coeurs par CCX
2. ↑  Prix de vente au détail conseillé par le fabricant au lancement

### PC portables

#### Strix Point
La série Ryzen AI 300 de processeurs hautes performances pour ordinateurs portables ultraminces a été annoncée le 3 juin 2024. Sous le nom de code Strix Point, ces processeurs sont nommés d'après un nouveau système de numérotation des modèles similaire à la numérotation des modèles Core et Core Ultra d’Intel. Strix Point sera doté d’un moteur d’IA Ryzen de 3e génération basé sur XDNA 2 (en), offrant jusqu’à 50 TOPS de performances d’unité de traitement neuronal. Le processeur graphique intégré est mis à niveau vers RDNA 3.5, et les modèles haut de gamme auront des GPU à 16 CU et des CPU à 12 cœurs, une augmentation par rapport au maximum de 8 cœurs sur les processeurs pour portables ultrafins Ryzen de la génération précédente. Les ordinateurs portables équipés de processeurs Ryzen AI série 300 sont sortis le 17 juillet 2024.
Caractéristiques communes des APU pour ordinateurs portables Ryzen AI 300 :
- Socket : BGA, FP8.
- Tous les modèles prennent en charge la DDR5-5600 ou la LPDDR5X-7500 en mode double canal.
- Tous les modèles prennent en charge 16 voies PCIe 4.0.
- L’iGPU utilise la microarchitecture RDNA 3.5.
- Le NPU utilise le moteur d’IA XDNA 2 (Ryzen AI).
- Les cœurs Zen5 et Zen5c prennent en charge AVX-512 à l’aide d’une FPU demi-largeur 256 bits.
- Cache L1 : 80 ko (48 ko de données + 32 ko d’instructions) par cœur.
- Cache L2 : 1 Mo par cœur.
- Procédé de fabrication : TSMC FinFET N4P.

| Marque et modèle | Marque et modèle | CPU             | CPU             | CPU             | CPU                 | CPU                 | CPU                   | GPU        | GPU                 | NPU (Ryzen AI) | TDP (W) | Date de sortie  |
| Marque et modèle | Marque et modèle | Cœurs (threads) | Cœurs (threads) | Cœurs (threads) | Fréq. horloge (GHz) | Fréq. horloge (GHz) | Cache L3 (total) (Mo) | Modèle     | Fréq. horloge (GHz) | NPU (Ryzen AI) | TDP (W) | Date de sortie  |
| Marque et modèle | Marque et modèle | Total           | Zen 5           | Zen 5c          | Base                | Boost               | Cache L3 (total) (Mo) | Modèle     | Fréq. horloge (GHz) | NPU (Ryzen AI) | TDP (W) | Date de sortie  |
| ---------------- | ---------------- | --------------- | --------------- | --------------- | ------------------- | ------------------- | --------------------- | ---------- | ------------------- | -------------- | ------- | --------------- |
| Ryzen AI 9       | HX 375           | 12 (24)         | 4 (8)           | 8 (16)          | 2,0                 | 5,1                 | 24                    | 890M 16 CU | 2,9                 | 55 TOPS        | 15–54   | 17 juillet 2024 |
| Ryzen AI 9       | HX 370,          | 12 (24)         | 4 (8)           | 8 (16)          | 2,0                 | 5,1                 | 24                    | 890M 16 CU | 2,9                 | 50 TOPS        | 15–54   | 17 juillet 2024 |
| Ryzen AI 9       | 365,             | 10 (20)         | 4 (8)           | 6 (12)          | 2,0                 | 5,0                 | 24                    | 880M 12 CU | 2,9                 | 50 TOPS        | 15–54   | 17 juillet 2024 |
| Ryzen AI 7       | PRO 360          | 8 (16)          | 3 (6)           | 5 (10)          | 2,0                 | 5,1                 | 8                     | 870M       | TBA                 | TBA            | TBA     | TBA             |
| Ryzen AI 7       | PRO 160          | 8 (16)          | 3 (6)           | 5 (10)          | 2,0                 | 4.2                 | 8                     | 870M       | TBA                 | TBA            | TBA     | TBA             |

1. ↑  Fréquence maximale pour les cœurs Zen 5. La fréquence boost des cœurs Zen 5c est de 3,3 GHz[24].

## Serveurs

### Turin
En plus des processeurs pour PC de bureau Granite Ridge et les processeurs pour PC portables Strix Point, la série Epyc 9005 de processeurs serveur hautes performances, nom de code Turin, a également été annoncée au Computex le 3 juin 2024. Il utilise le même socket SP5 que les précédents processeurs de la série Epyc 9004, et peut contenir jusqu’à 128 cœurs et 256 threads sur le modèle haut de gamme. Turin sera fabriquée avec un procédé TSMC 4 nm.

### Turin Dense
Une variante d’Epyc 9005 utilisant des cœurs Zen 5c a également été présentée au Computex. Elle comportera un maximum de 192 cœurs et 384 threads, et sera fabriquée avec un procédé en 3 nm.

## Zen 5c
Zen 5c est une variante compacte du cœur Zen 5, principalement destinée aux clients de serveurs de calcul cloud hyperscale. Elle succédera au cœur Zen 4c.